# Exeter (Pensilvânia)
Exeter é um distrito localizado no estado norte-americano de Pensilvânia, no Condado de Luzerne.

## Demografia
Segundo o censo norte-americano de 2000, a sua população era de 5955 habitantes.
Em 2006, foi estimada uma população de 5991, um aumento de 36 (0.6%).

## Geografia
De acordo com o United States Census Bureau tem uma área de
12,9 km², dos quais 12,1 km² cobertos por terra e 0,8 km² cobertos por água.

## Localidades na vizinhança
O diagrama seguinte representa as localidades num raio de 4 km ao redor de Exeter.